# العطوي
العطوي هي إحدى قرى مركز فارسكور التابع لمحافظة دمياط بجمهورية مصر العربية.